# Полушкин, Константин Петрович
Константин Петрович Полушкин — советский хозяйственный, государственный и политический деятель.

## Биография
Родился в 1915 году в деревне Выползово. Член КПСС.
С 1928 года — на хозяйственной, общественной и политической работе. В 1928—1976 гг. — ученик слесаря Московского инструментального завода, слесарь на Ленинградском металлическом заводе, механик Ленинградского завода «Котломедприбор», старший инженер в научно-исследовательском институте № 24 НКБ, старший инженер, главный механик филиала Кировского завода, начальник цеха московского завода № 689 НКЭП, начальник генераторного цеха Вышневолоцкой ГЭС, начальник производственно-технического отдела, начальник монтажного участка, начальник наладочного отделения, старший прораб, главный инженер участка на строительстве Верхне-Свирской ГЭС, и. о. заместителя управляющего, главный инженер треста,
главный инженер, заместитель управляющего трестом, управляющий трестом «Спецгидроэнергомонтаж».
Заслуженный строитель РСФСР. Почётный энергетик СССР. Лауреат премии АН СССР им. акад. Б. Е. Веденеева
Умер в Санкт-Петербурге в 1991 году.